# Obserwatorium astronomiczne na Suhorze
Obserwatorium astronomiczne na Suhorze (Suchorze) – obserwatorium zlokalizowane na szczycie Suhory (1000 m n.p.m.), na terenie Gorczańskiego Parku Narodowego. Jest najwyżej położonym obserwatorium astronomicznym w Polsce. Jest własnością i placówką badawczą Uniwersytetu Komisji Edukacji Narodowej w Krakowie. Inicjatorem i twórcą obserwatorium jest profesor Jerzy Kreiner. Sporadycznie jest udostępniane zwiedzającym.
O wyborze lokalizacji zadecydowało położenie: dość duża odległość od najbliższej miejscowości, brak w pobliżu zakładów przemysłowych, a jednocześnie otulina leśna Parku. Ma zatem czyste i nieoświetlone niebo.
Decyzja o budowie obserwatorium i wyposażanie go w teleskop 60 cm została podjęta jesienią 1984. Akt erekcyjny wmurowano 24 lipca 1986. W okresie od maja do września 1987 pracownicy firmy Carl Zeiss Jena instalowali kopułę i teleskop. Pierwsze próbne obserwacje wykonano 4 października 1987. Oficjalne otwarcie nastąpiło 5 listopada tego roku.
Obserwacje wykonywane są za pomocą 600 mm reflektora (teleskopu zwierciadlanego) Cassegraina firmy Carl Zeiss o efektywnej ogniskowej 7500 mm. Obserwatorium posiada kamerę CCD SBIG ST10XME. Teleskop jest umieszczony wewnątrz obrotowej kopuły o średnicy 5 m.
Od 1991 obserwatorium pracuje w sieci WET (Whole Earth Telescope), której celem jest prowadzenie ciągłych (całodobowych) obserwacji wybranych obiektów. Są to głównie gwiazdy o dużych gęstościach, nazywane białymi karłami.

Obserwatorium położone jest w pobliżu zielonego szlaku z Koninek przez Tobołów (z koleją krzesełkową) na Turbacz. Szlak ten prowadzi przez Polanę Suhora, z której można zobaczyć obserwatorium.

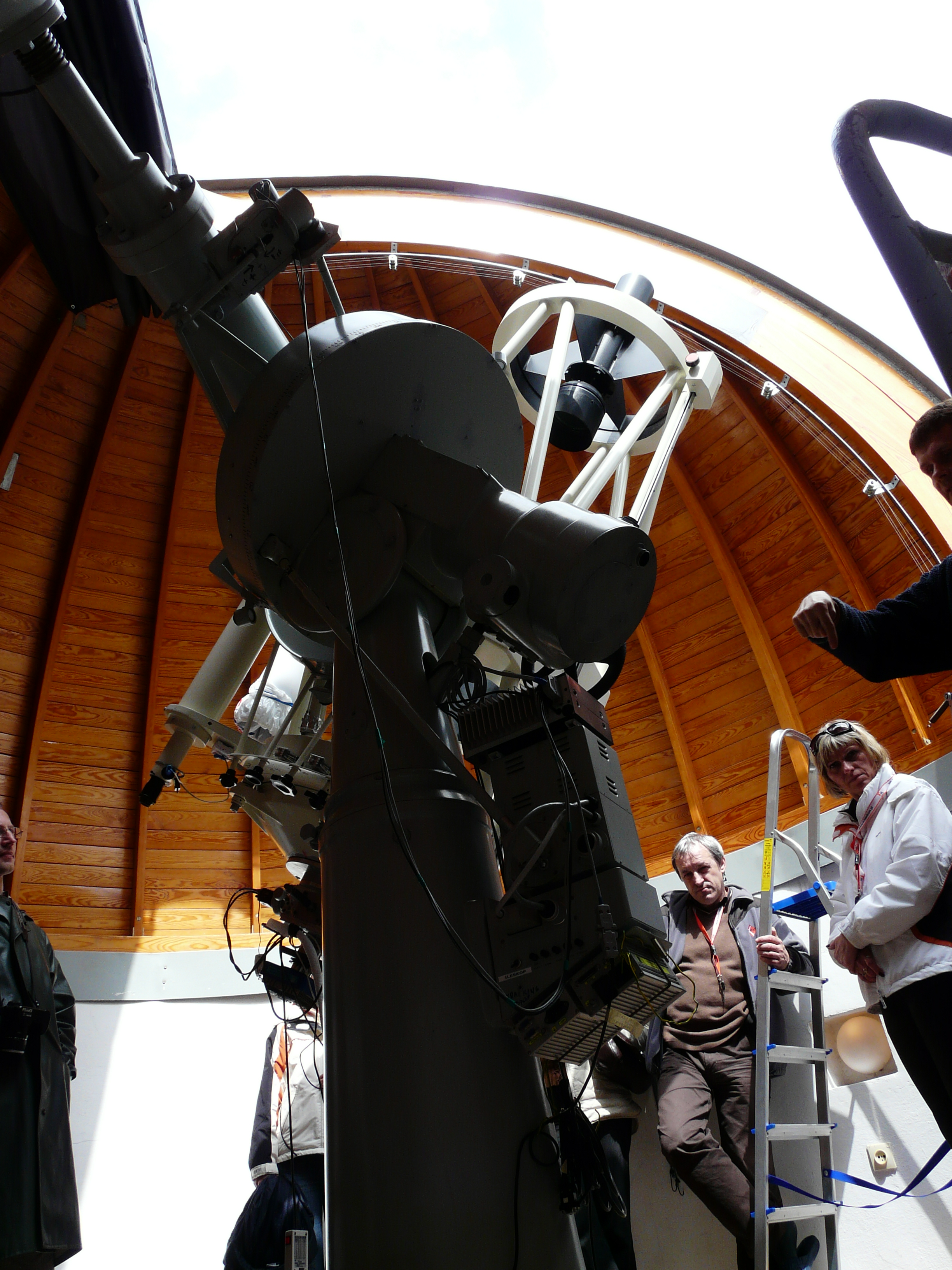
Teleskop wewnątrz kopuły
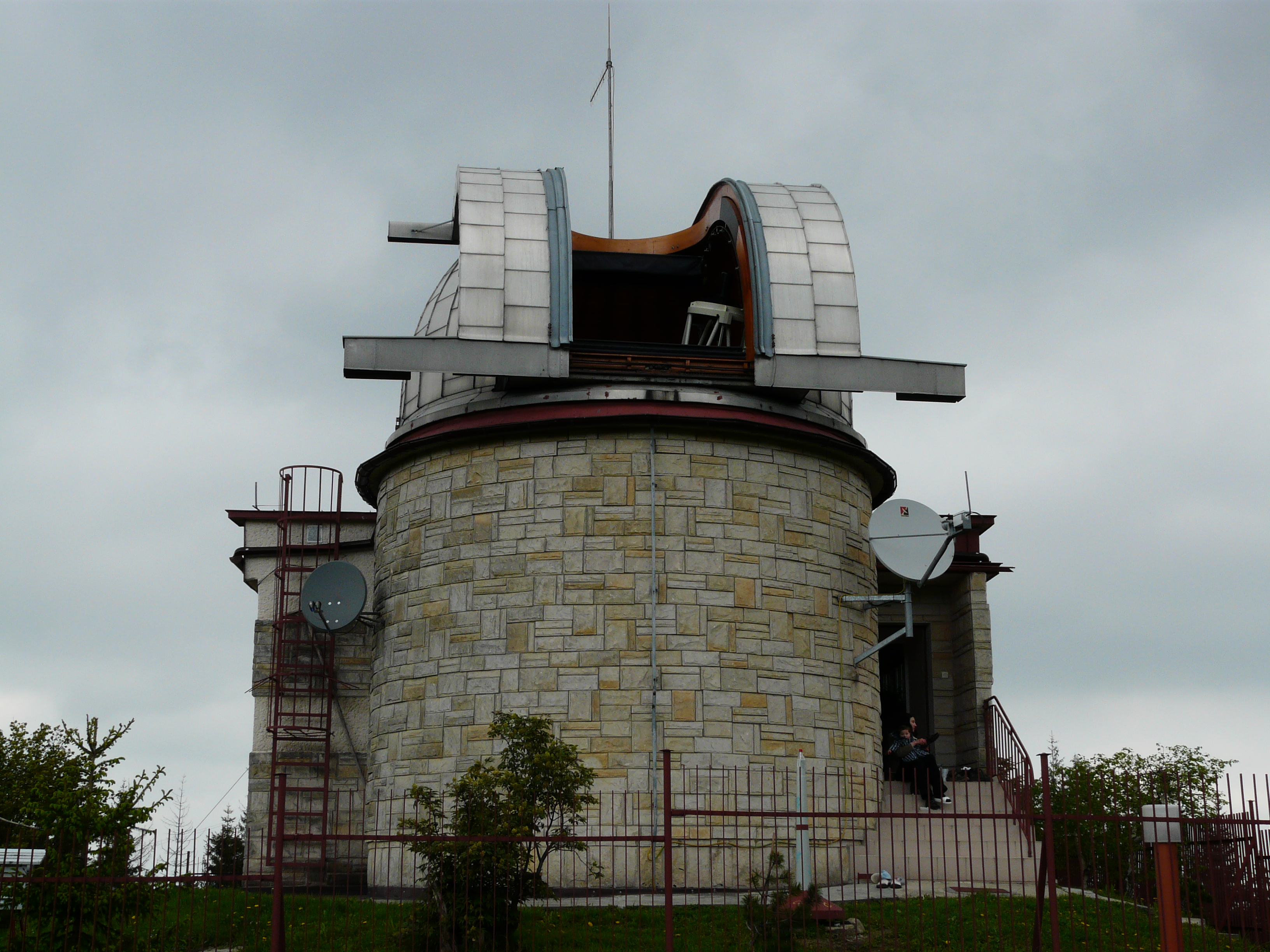
Widok na otwartą kopułę
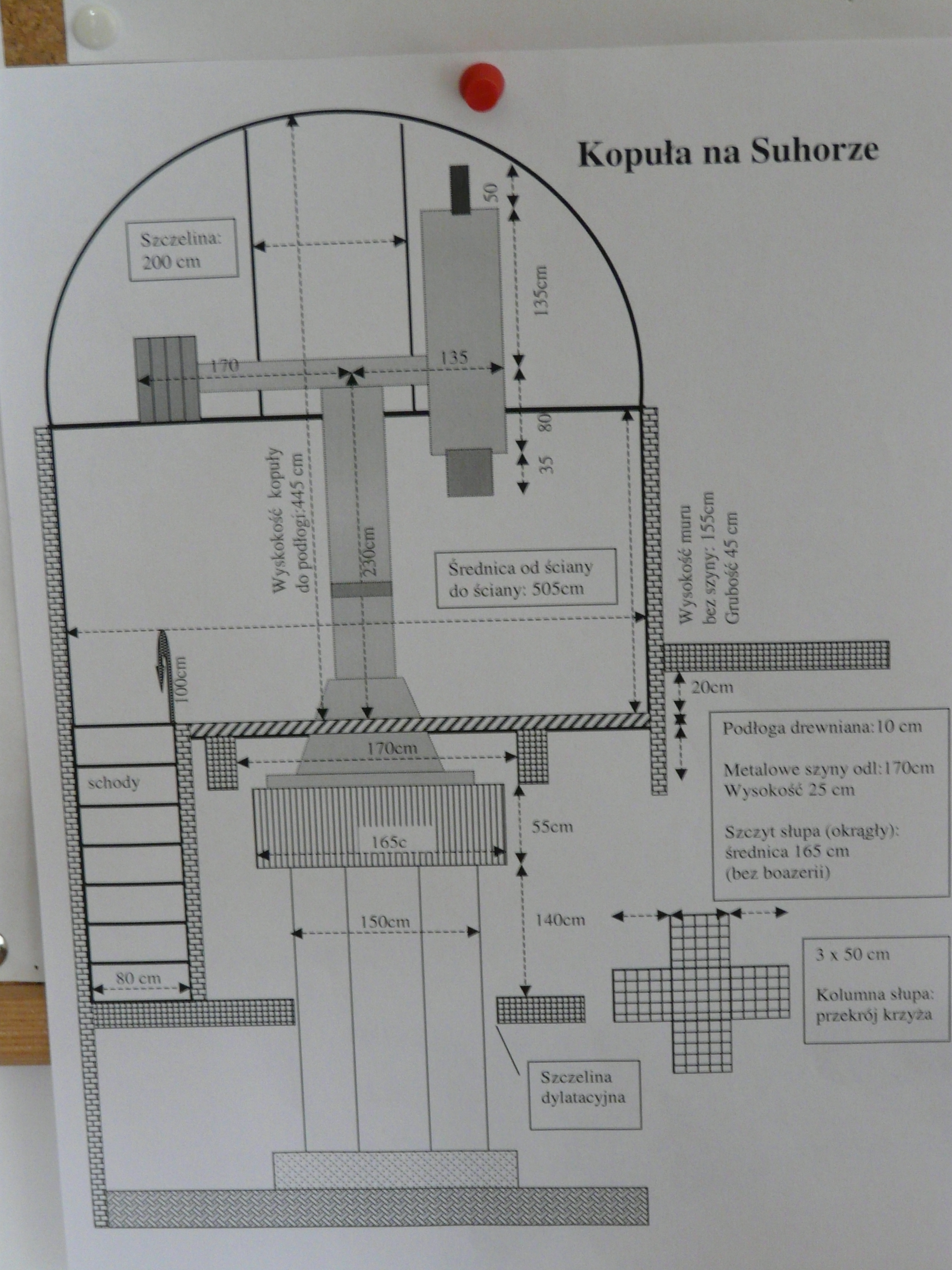
Plan obserwatorium
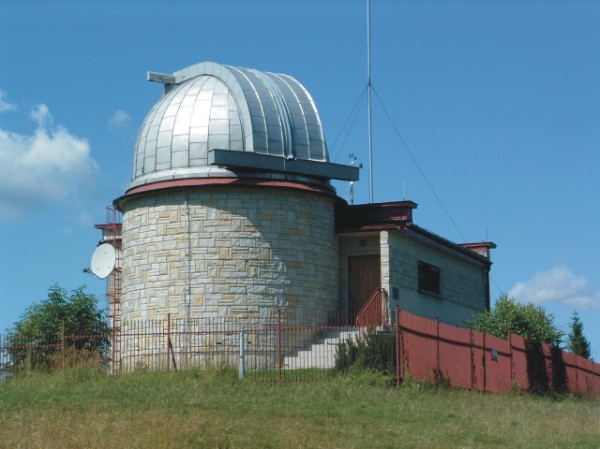
Kopuła obserwatorium